# Chogyal Zangpo
Chogyal Zangpo (? – 1880) foi um Desi Druk do Reino do Butão, reinou de Março de 1879 a Junho de 1880. Foi antecedido no trono por Kitsep Dorji Namgyal, tendo-lhe seguido Jigme Namgyal.